# Arcadia (Oregon)
Arcadia az Amerikai Egyesült Államok északnyugati részén, Oregon állam Malheur megyéjében elhelyezkedő önkormányzat nélküli település.